# Kazimierz Doroba
Kazimierz Doroba (ur. 4 marca 1911 w Warszawie, zm. 16 listopada 1978 w Sheffield) – polski bokser, medalista mistrzostw kraju, później podoficer Polskich Sił Powietrznych w Wielkiej Brytanii.
Był wicemistrzem Polski w wadze półciężkiej (do 79,4 kg) w 1937 (przegrał w finale z Franciszkiem Szymurą) i w wadze ciężkiej (powyżej 79,4 kg) w 1938 (przegrał ze Stanisławem Piłatem), a także brązowym medalistą w wadze półciężkiej w 1936.
W 1938 wystąpił 5 razy w meczach reprezentacji Polski, walcząc w wadze półciężkiej i odnosząc 3 zwycięstwa przy 2 porażkach.
Był zawodnikiem Legii Warszawa.
Podczas II wojny światowej służył w Polskich Siłach Powietrznych w Wielkiej Brytanii, w dywizjonie 307 w stopniu plutonowego. Miał numer służbowy RAF 794156. Po wojnie pozostał w Wielkiej Brytanii, gdzie zmarł.